# وانغ تاو
وانغ تاو (بالصينية: 王涛) (22 أبريل 1970 في الصين - 3 نوفمبر 2022) هو لاعب كرة قدم صيني في مركز الهجوم. شارك مع منتخب الصين لكرة القدم. أما مع النوادي، فقد لعب مع نادي بكين سينوبو غوان ونادي داليان شيده.

## وصلات خارجية
- وانغ تاو على موقع قاعدة بيانات كرة القدم.إي يو (الإنجليزية)
- وانغ تاو على موقع ناشيونال فوتبول تيمز (الإنجليزية)